# Domine, salvum fac regem
Le Domine, salvum fac regem est un motet qui servit de facto d'hymne national et royal à la France, lors de la célébration de la messe durant l'Ancien Régime. En français, le titre du chant se traduit par : « Seigneur, sauve le roi ». 

## Historique

### Origine
La tradition de la prière pour le roi à la messe était, dans les royaumes des Francs, assez ancienne. Dès le VIIe siècle, l'on priait pour lui, en invoquant les exemples d'Abraham, de Moïse et de David. D'ailleurs, après avoir promu l'abbaye de Saint-Denis en établissement royal, le roi Dagobert Ier († 639) y fit instituer la louange perpétuelle Laus perennis pour la famille royale et sa succession.

### Liturgie locale
Ce qui demeure certain est qu'il s'agissait d'une liturgie locale française, et non de ce qui est issu du rite romain. La musicologue Denise Launay s'apercevait que, dans l'ordinaire de la messe, le Sanctus était fréquemment fragmenté et modifié. Surtout en France, les petits motets avaient tendance à remplacer le dernier verset Hosanna après l'élévation. Il s'agissait d'une part, du motet O salutaris Hostia issu de l'hymne de saint Thomas d'Aquin. D'autre part, c'était également ce motet Domine, salvum fac regem tiré du dernier verset du Psaume 19 (20): « Domine, salvum fac regem et exaudi nos in die qua invocaverimus te ». Si Launay considérait que l'origine de ce motet était l'un de nombreux rites propres à la cathédrale Notre-Dame de Paris, l'hypothèse pour le rite parisien manque de manuscrit. L'origine peut être affectée à la Chapelle royale sous Henri III ou Louis XIII.

### Lien avec les croisades
Selon Jean Richard, historien médiéviste, l'origine remonterait toutefois à l'époque des croisades effectuées par saint Louis. En septembre 1245, le chapitre général cistercien se réunit,. Pour l'intention du pape et du roi Louis IX, leurs abbayes dans le royaume de France auraient dorénavant ajouté l'invocation Domine, salvum fac regem lors de la célébration de la messe. Quelques chercheurs aussi racontaient que saint Louis lui-même aurait, en 1245, fait insérer cette prière dans la messe.
Cependant, l'étude récente de Cecilia Gaposchkin (2017) présente que la formule Domine, salvum fac regem ne se trouve que dans un manuscrit de Reims, copié vers 1245 et avant la septième croisade sous la direction de saint Louis. Au contraire, la formule Salvum fac populum (psaume 28 (27), 9) était utilisée dans plusieurs documents, tant l'institution cistercienne de 1245 qu'un manuscrit de Lyon copié vers 1300 qui était en usage pour le royaume de France.

### Motets duXVIesiècle
La bibliothèque Laurentienne à Florence conserve un manuscrit important. Il s'agit du manuscrit FlorL666, dit codex Medici,. Copié sans doute en 1518, ce livre de chant contient un motet Domine, salvum fac regem, et exaudi de Jean Mouton († 1522), qui est actuellement la composition polyphonique la plus ancienne de ce texte, connue dans les archives. Il s'agissait d'une œuvre à deux voix, avec un autre texte Deus qui Moysi legem. On ignore la raison pour laquelle Mouton composa cette pièce. L'hypothèse du motif par le musicologue Edward Lowinsky était qu'il s'agît d'une œuvre en faveur du sacre de François Ier, tenu le 25 janvier 1515 à la cathédrale de Reims.  
Or, il existe deux autres œuvres composées dans le même siècle. Les pièces de Jean Maillard et de Guillaume Costeley furent publiées à Paris, respectivement en 1552 et en 1570. Et on présume qu'elles étaient pratiquées à la Chapelle royale. Leur texte était assez long et se composait de deux psaumes.
La question restante est à quel moment cet hymne, explicitement royal selon le texte, était chanté en polyphonie, au lieu de la psalmodie en monodie. En 2021, le musicologue Peter Bennett hésitait encore entre l'usage liturgique et les célébrations royales telle la procession de l'entrée du roi. Ce qui demeure certain est que, dans ce siècle, le psaume  20 (19) entier qui se commence avec Exaudiat te Dominus et se termine Domine, salvum fac regem devint une prière pour le roi de France et les célébrations royales. Selon Bennett, cela serait le roi Henri III († 1589) qui fit promouvoir et renforcer la pratique de psaumes, dans l'optique de manifester que le royaume de France était un pays protégé par Dieu. Ainsi, cela fut Renaud de Beaune, patriarche-archevêque de Bourge, qui dédia son livre Pseaumes de David à Henri III dans cet objectif en 1587, œuvre initialement publiée en 1563,.       
Et il est vraisemblable que ces dernières compositions de motets avaient eu effet, lors du synode de Chartres tenu en 1575, sur la prière de l'évêque pour le nouveau roi Henri III :
- EPISCOPUS : Oremus pro Christiannissimo Domino nostro Rege.
- CHORUS EX PSALM. 19 & 20 : Domine salvum fac Regem, & desiderium cordis tribue ei.
La version actuelle n'était pas encore en usage, en dépit de la composition de Jean Mouton.

### Sacre de Louis XIII
Un témoignage important pour l'hymne Domine, salvum fac regem était le sacre du roi de France Louis XIII, célébré à la cathédrale de Reims en 1610. Le cérémonial français de Théodore Godefroy, sorti en 1649, détaillait la petite célébration tenue la veille, avant l'office des vêpres. C'était à 16 heures du samedi 16 octobre que la succession de cérémonies se commença avec solennité. Après l'une des antiennes mariales, l'archevêque de Reims dit ses versets :

- VERSUS (archevêque) : Domine salvum fac Regem.

- RESPONSORIUM (chantre et chœur) : Et exaudi nos in die qua invocaverimus te.

- VERSUS : Dominus vobiscum.

- RESPONSORIUM : Et cum spiritu tuo.
  
Ce passage indique que, contrairement à ce que Lowinsky considérait, le motet en polyphonie Domine, salvum n'était pas chanté à la célébration de sacre du roi. Or, il s'agit d'un témoignage quand et comment ce texte était prononcé.

### Fixé sous l'Ancien Régime

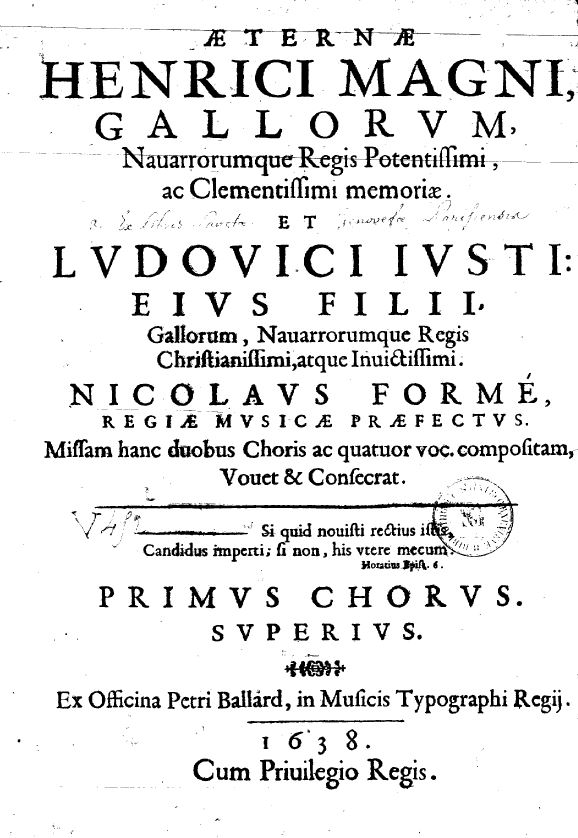

En France sous l'Ancien Régime, cet hymne devint un véritable phénomène, à partir de la composition de Nicolas Formé († 1638), sous-maître de la chapelle de Louis XIII,. 

Pareillement, cet hymne se trouve dans un règlement de concours, établi au Mans en 1633, pour la célébration de Sainte Cécile. Il s'agissait d'une cérémonie exceptionnelle pour la création de cette fête au Mans. À l'élévation,

« on chante avec respect et dévotion l'O salutaris hostia selon l'usage puis, sans intervalle, le Domine salvum fac Regem et exaudi nos en musique à trois chœurs successifs : les instruments d'abord, avec quelques voix, puis la musique du chœur, après quoi l'orgue poursuit son jeu jusqu'à la dernière ostention du Saint-Sacrement »

— le chanoine Bernardin Le Rouge, La feste de Madame Saincte Cécile (archives de la Sarthe, G21, le 25 février 1633)

Plusieurs sous-maîtres de chapelle royale composèrent donc leurs œuvres en petit motet, notamment sous le règne de Louis XIV. C'était exactement l'hymne royal, car Jean-Baptiste Lully et surtout Marc-Antoine Charpentier (25 compositions) aussi laissèrent leurs pièces, quoiqu'ils n'aient eu aucune fonction à la chapelle royale. S'ils les composèrent, c'était parce qu'il s'agissait de l'hymne national pratiqué dans le royaume de France. D'ailleurs, ce petit motet était une liturgie locale. En sortant son livre Cantica pro capella Regis en 1665, Pierre Perrin précisait les musiques quotidiennement célébrées pendant la messe basse à la Chapelle royale, en présence du roi Louis XIV : 

« Pour la longueur des cantiques, comme ils sont composés pour la messe du roi, où l'on en chante d'ordinaire trois [motets], un grand, un petit pour l'Élévation et un Domine salvum fac Regem.... Ceux d'élévation sont plus petits, et peuvent tenir jusqu'à la post-communion, que commence le Domine. »

Parfois, le Domine, salvum fac regem était exécuté en plain-chant. Ainsi, les lazaristes le chantaient à la fin de deux messes quotidienne ainsi que chaque matin trois fois. En effet, Louis XIV fit installer quatorze lazaristes à la chapelle royale, lorsqu'en 1682, le roi avait choisi Versailles en tant que son résidence officielle. Logés à ce château royal, ils étaient chargés de soutenir toutes les activités religieuses, exécutant l'hymne Domine. 

### AuXIXesiècle
À la suite de la Révolution, la pratique au XIXe siècle était vraiment compliquée. C'était d'abord Louis-Philippe qui fit restaurer la formule traditionnelle Domine, salvum fac regem en 1830. L'histoire raconte qu'il existait un certain nombre de prêtres qui ne voulaient pas faire chanter l'hymne royal à la messe. Polémique, car la formule était le sujet du chef d'État.   
Quant à Charles Gounod, il ajouta cet hymne à la fin de sa Messe solennelle en l'honneur de sainte Cécile, exécutée à partir du 22 novembre 1855, fête de cette sainte. À cette époque-là, le chef d'État était Napoléon III. De sorte que le texte avait été modifié, en tant que prière de l'église, de l'armée et de la nation : « Domine, salvum fac Imperatorem nostrum Napoleonem et exaudi nos in die qua invocaverimus te ». Dans ce cas, l'hymne pour le chef d'État était maintenu. 
Dans la seconde moitié du XIXe siècle, l'hymne devint, quel que soit le gouvernement, celui pour l'État.

### De nos jours
Liturgie locale, mais le motu proprio Inter pastoralis officii sollicitudes (1903) du pape Pie X, qui interdit toutes les modifications des textes de la messe, admettait, par l'article III, une exception pour un petit motet. D'où en France, la pratique se continuait dans la messe. Or, en 1905, la séparation de l'Église et l'État provoqua la diminution de pratique de Domine, salvum à l'exception du Haut-Rhin, du Bas-Rhin et de la Moselle, étant donné que l'église catholique française n'est plus obligé de prier pour l'État.  
Aujourd'hui encore, le motet est chanté en l'honneur du prince souverain de Monaco lors des messes de célébration officielle, comme la Fête du Prince. Il fait alors l'objet d'une adaptation spécifique.   

Par ailleurs, dans les paroisses et communautés traditionalistes de Belgique, est récitée ou chantée en fin de messe tridentine, la version qui suit :   
℣. Dómine, salvum fac Regem nostrum N. [Philippum].
℟. Et exáudi nos in die, qua invocavérimus te.  
℣. Dómine, exáudi orationem meam.
℟. Et clamor meus ad te véniat.  
℣. Dóminus vobíscum.
℟. Et cum spíritu tuo.  
℣. Orémus. Deus, cui omnis potestas et dignitas famulatur : da famulo tuo Regi nostro N. [Philippum] prosperum suæ dignitatis effectum ; in qua te semper timeat tibique jugiter placere contendat. Per Christum Dóminum nostrum.
℟. Amen.  

℣. Divinum auxílium máneat semper nobíscum.
℟. Amen.  

## Texte
| Texte original | Traduction |
| --- | --- |
| Domine salvum fac regem et exaudi nos in die qua invocaverimus te. Gloria Patri et Filio, et Spiritui Sancto. Sicut erat in principio et nunc et semper et in saecula saeculorum. Amen. | Seigneur, sauvez le Roi ! et exaucez-nous lorsque nous vous invoquons. - doxologie - Gloire au Père et au Fils, et au Saint-Esprit. Comme il était au commencement maintenant et toujours, pour les siècles des siècles. Amen. |

## Franc français sous la Restauration

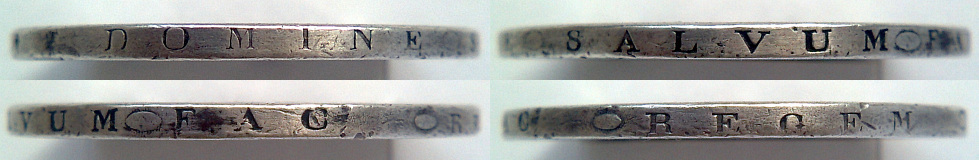
Inscription DOMINE ○ SALVUM ○ FAC ○ REGEM sur la pièce de 5 francs, en 1821.

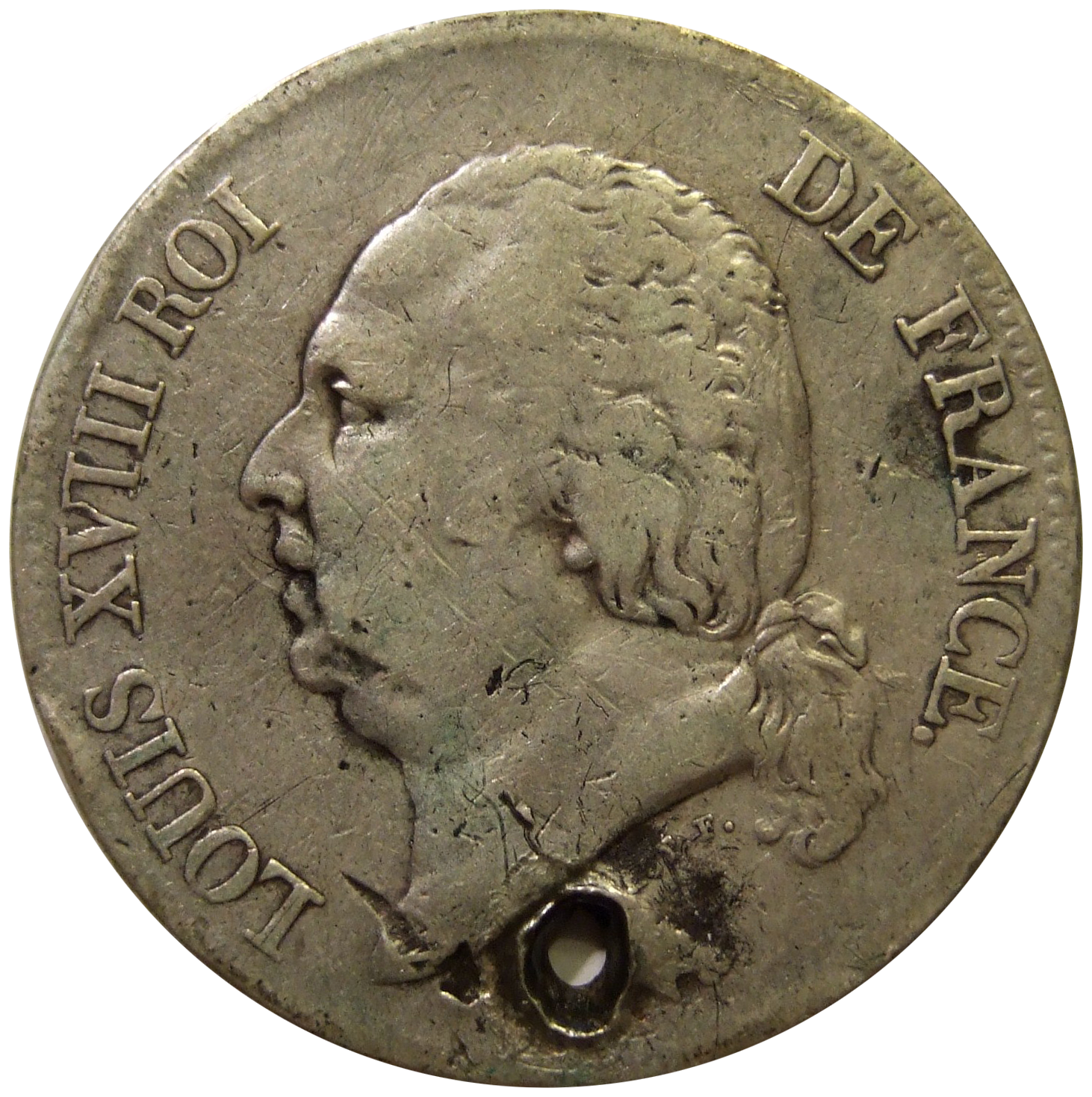
Même pièce de 1824 avec le portrait de Louis XVIII.

Après la Révolution, les rois de France Louis XVIII et Charles X firent frapper quelques pièces de franc français avec l'inscription DOMINE SALVUM FAC REGEM.
La première pièce était la frappe de Louis XVIII d'or, fabriquée à la Monnaie de Londres en 1815. Il s'agissait de la pièce de 20 francs. Ensuite, ce roi fit frapper l'inscription sur d'autres pièces, y compris celle de 5 francs. Charles X suivit en faveur de ses pièces d'or, de 20 francs et de 40 francs.

## Hymnes étrangers
Contrairement à ce que l'on diffusait, l'origine de plusieurs hymnes nationaux dont le dit God Save the King n'était pas le Domine, salvum fac regem.
La légende remonterait à la fondation de la Maison royale de Saint-Louis en 1686 par le roi de France Louis XIV. La directrice Madame de Brinon, nièce de la fondatrice Madame de Maintenon, en aurait écrit un hymne. En fait, cette hypothèse n'était fondée que sur les Souvenirs de la marquise de Créquy. Puis en 1714, après la paix des traités d'Utrecht (1713), Georg Friedrich Händel visita le château de Versailles. Selon l'hypothèse, c'était lui qui transmit ce chant en Angleterre. Alors que cette transmission était mentionnée par la marquise de Créquy, à Londres, elle restait, paradoxalement, obscure. En effet, le sujet demeurait vraiment délicat pour Händel. Le roi George fut accueilli comme prince protestant le plus proche de la feue reine Anne (selon l'Acte d'Établissement (1701) ; donc pas question, hymne issu du Domine catholique, mais ce texte français, dont le genre était interdit par Louis XIV, était convenable). De surcroît, quelle surprise pour Händel, ce roi n'était autre que son ancien patron à Hanovre. Et le compositeur ayant refusé d'y retourner cherchait maintenant la grâce de ce souverain. Sinon, il aurait dû quitter l'Angleterre. Encore y a-t-il une autre hypothèse. D'après les études de Christopher Hogwood, Händel représentait, malgré son grand talent de composition et sa réputation, plusieurs œuvres méconnues sans mentionner leurs vrais compositeurs, ce qui restait incompréhensible même à Hogwood.
Ce qui reste encore difficile, c'est qu'il ne reste aucun document officiel et sûr à Versailles ni à Saint-Cyr.
Quelle qu'en soit l'origine, ce type d'hymnes étaient en usage dans plusieurs pays :
- Gott erhalte Franz den Kaiser, hymne des empereurs autrichiens ;
- God Save the King est l'actuel hymne du Royaume-Uni et des pays du Commonwealth ;
- Боже, Царя храни!, (Dieu protège le tsar), hymne des tsars russes ;

## Inscription en Angleterre

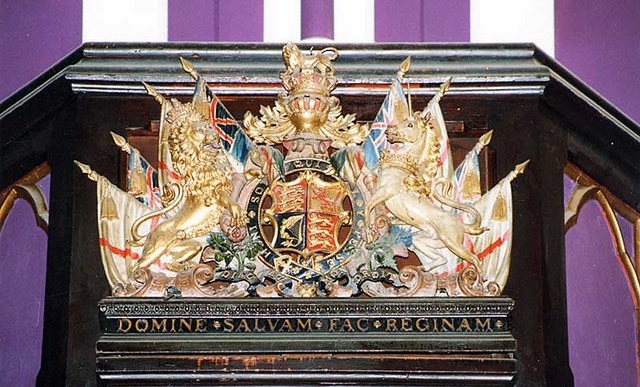
Les armoiries royales dans l'église paroissiale de Newport (île de Wight) avec l'inscription Domine salvam fac reginam (« Que Dieu sauve la Reine ») issue du mouvement d'Oxford.
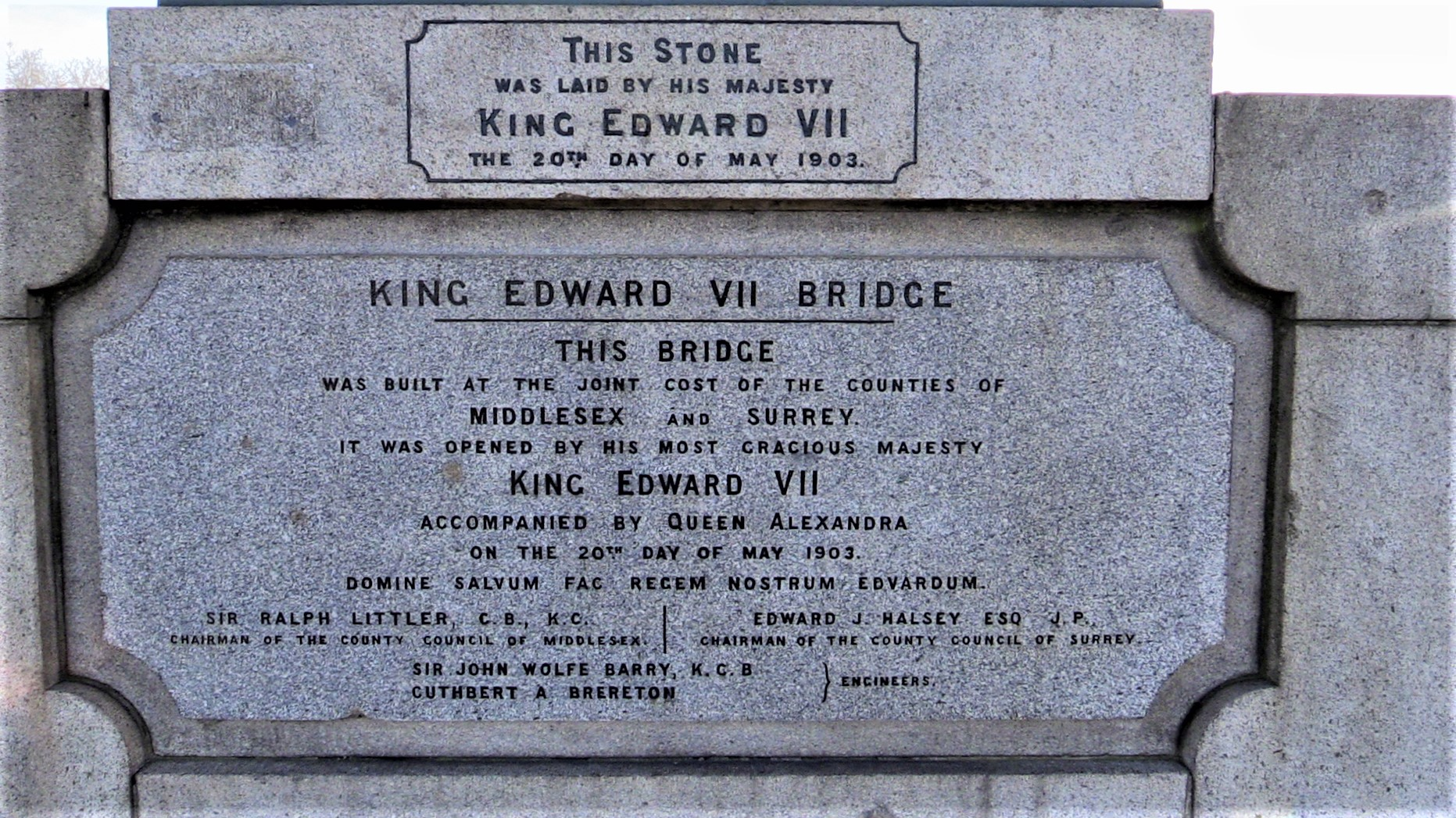
Inscription Domine salvum fac regem nostrum Edvardum, consacrée au roi Édouard VII, en mémoire de l'inauguration du pont de Kew à Londres en 1903.
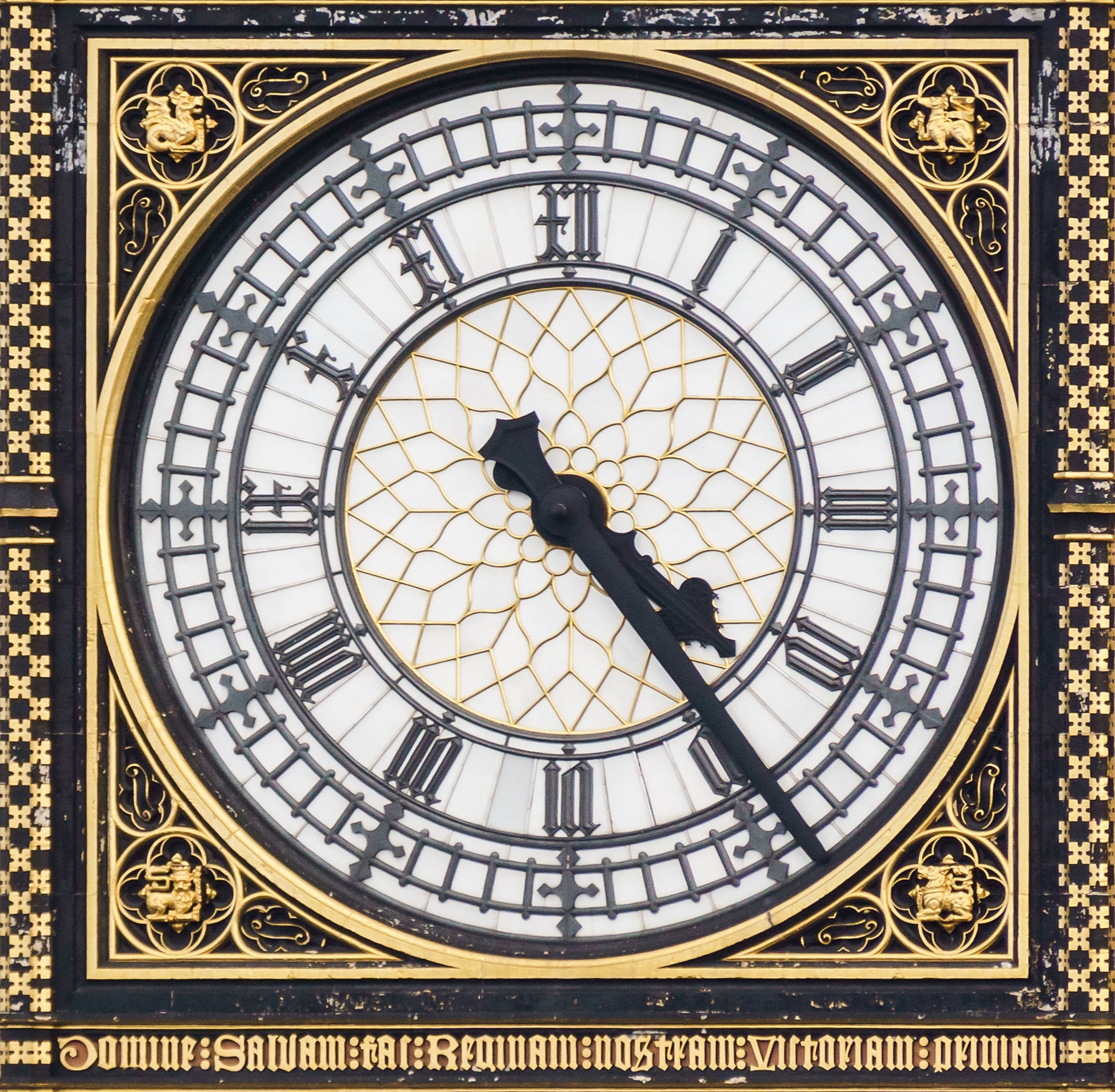
Inscription Domine salvam fac reginam nostram Victoriam Primam (« Seigneur, protège notre reine Victoria Ire »), consacrée à la reine Victoria, sur la façade de Big Ben à Londres.

## Mise en musique

### À la Renaissance
- Jean Mouton (vers 1459 - † 1522) : motet à 4 voix[25],[9]
- Jean Maillard (vers 1515 - † vers 1572) : (motet Domine, salvum fac regem, desiderium cordis[10])
- Guillaume Costeley (1531 - † 1606) : (motet Domine, salvum fac regem, desiderium cordis[10])

### Musique baroque
- Nicolas Formé (1567 - † 1638) : motet à 10 voix (1638)[11]
- Antoine Boësset (1587 - † 1643) : motet à 4 voix avec basse continue, dans le Recueil Deslauriers[26]
- Henry Du Mont (1610 - † 1684) :
  - motet à 3 voix avec basse continue, dans le recueil Cantica sacra (1652)[27]
  - motet à 2 voix avec basse continue (1663)[28]
- François Cosset (vers 1610 - † vers 1673) : œuvre à 4 voix associée à la Missa quatuor vocum ad imitationem moduli (1659)[29]
- Jean-Baptiste Lully (1632 - † 1687) : motet à 3 voix avec basse continue, LWV77/14[30]
- Guillaume-Gabriel Nivers (1632 - † 1714) : 
  - 10 motets : dans les Motets à voix seule, accompagnée de la basse continue (1689) [partition en ligne]
  - motet pour 2 voix de femmes, dans le recueil Chants et motets à l'usage de l'église et la communauté des dames de la Royale Maison de St-Loüis à St-Cyr (1733)[31]
- Dietrich Buxtehude (vers 1637 - † 1707) : cantate pour chœur à 4 voix et cordes, BuxWV18[32]
- Paul Damance (1650 - † 1718) :
  - 3 motets, dans le recueil Addition aux messes en plain-chant musicales (1707)[33]
- Marc-Antoine Charpentier (1643 - † 1704) : 24 compositions 
  - H.281 (entre 1670 et 1672), H.282 et H.284 (1671), H.283 (1672?)[34], H.285 (1672), H.286 (1676), H.287 et H.288 (1677), H.289 (1679 ou 1680), H.304 (début des années 1680?), H.291 (1681 ou 1682)[35], H.290 et H.292 (1682), H.293 et H.294 (1683 ou 1684), H.295 (1686), H.296 et H.297 (1688?), H.298, H.298 a et H.299 (1691?), H.300 (1692?), H.301 et H.302 (1698?), H.303 (1702), H.304 et H.305 (?)[36]
- Jean-François Lalouette (1651 - † 1728) : motet pour chœur et basse continue, dans le recueil Motets livre premier (1726)[37]
- Sébastien de Brossard (1655 - † 1730) : 
  - motet à 4 voix avec basse continue, SdB14[38]
  - motet à 4 voix avec basse continue, SdB18[39]
- Michel-Richard Delalande (1657 - † 1726) : 
  - petit motet, S.107[40]
  - petit motet pour basse-taille, S.108 (1675 / 1701)[41]
  - petit motet, S.109[40]
  - petit motet à 6 voix avec instruments, S.110[40]
  - petit motet à 3 voix avec instruments, S.111[40]
  - petits motet, S.112[42]
  - petits motet, S.113[42]
  - dans la Messe en plain-chant musical, S.126, n° 8[43]
- Jean Desfontaines (vers 1658 - † vers 1752) :
  - motet à une voix seule avec basse continue[44]
  - motet à 2 voix avec basse continue[45]
  - motet à 3 voix avec basse continue[46]
- Nicolas Bernier (1665 - † 1734) : motet à 2 voix avec basse continue, op. 1, n° 18 (1703)[47]
- François Couperin (1668 - † 1733) : motet pour soprano, basse et basse continue[48] dans les Nouvelles élévations ou versets des motets chantés devant le roy (1702)[49]
- Marin Marais (1656 - † 1728) : Motet à grand choeur célébrant la guérison du Roi (1701)
- Jean Gilles (1668 - † 1705) : motet pour soprano et basse continue[50]
- Charles-Hubert Gervais (1671 - † 1744) : motet à 5 voix avec instruments, ChG49 (1730)[51]
- Louis-Nicolas Clérambault (1676 - † 1749) : 
  - motet pour chœur de femmes, C63 (1710)[52]
  - motet pour la voix de femmes, C97 (1710)[53]
  - motet pour la voix de femmes, C98 (1710)[54]
  - motet à 3 voix avec basse continue, C152[55]
  - motet à 3 voix avec instruments, C157[56]
  - motet à 3 voix avec cordes, C158[57]
  - motet à 2 voix avec basse continue[58]
- Michel Corrette (1707 - † 1795) : hymne pour 2 dessus et chœur de femmes (1785)[59]
- François-Xavier Richter (1707 - † 1789) : œuvre pour chœur à 4 voix, cordes et orgue (1769)[60]

### Musique classique
- François-Joseph Gossec (1734 - † 1829) : motet avec grand orchestre, RH515[61]
- François Giroust (1738 - † 1799) : 
  - motet n° 1 à 5 voix avec orchestre, qui accompagne au psaume 2[62]
  - motet n° 2 à 4 voix avec orchestre, en tant que conclusion du psaume 150[63]
  - motet n° 3 à 4 voix avec orchestre, en tant que conclusion du psaume 3[64]
  - motet à 5 voix avc instruments, qui accompagne au psaume 75[65]
  - motet à 4 voix avec orchestre, en tant que conclusion du psaume 81 (1791)[66]
- Pierre Desvignes (1764 - † 1827) : pièce après l'Agnus Dei dans la Messe à grands chœurs[67]
- Charles-Alexandre Fessy (1804 - † 1856) : œuvre pour 2 voix et orgue (1856)[68]
- Louis Bordèse (1815 - † 1886) : œuvre à 2 voix (1862)[69]
- Charles Gounod (1818 - † 1893) : motet pour 3 sopranos, 2 ténors et basse, CG70a[70]

### Attribution incertaine
- Jean-Baptiste Lully : LWV77/4 (œuvre anonyme attribuée à Lully)[71]
- Michel-Richard Delalande : S114 et S115[42]